# Vlăduț Simionescu
Vlăduț Simionescu (n. 30 aprilie 1990, Iași, România) este un judoka olimpic român legitimat la CS Politehnica Iași.
A reprezentat România la Jocurile Olimpice de vară din 2012, fiind învins în turul secund de germanul Andreas Tölzer. În anul 2015 a câștigat aurul la Openul european de judo de la Sofia și a fost laureat cu bronz la Universiada de vară din 2015, aducând României prima medalie la aceasta competiție. La Jocurile Olimpice de vară din 2020 s-a clasat pe locul 9.

## Legături externe
- Vlăduț Simionescu la Comitetul Olimpic și Sportiv Român (arhivat)
- en  Profil pe Judo Inside
- en Vlăduț Simionescu la Olympedia.org